# Tachina haemorrhoa
Tachina haemorrhoa är en tvåvingeart som beskrevs av Louis-Paul Mesnil 1953. Tachina haemorrhoa ingår i släktet Tachina och familjen parasitflugor. Inga underarter finns listade i Catalogue of Life.